# Christoph Binder (Theologe)
Christoph Binder (* 28. Dezember 1519 in Grötzingen; † 31. Oktober 1596 in Adelberg) war ein evangelischer Geistlicher und herzoglich-württembergischer Rat sowie der erste evangelische Abt des Klosters Adelberg.

## Leben
Binder wurde als vorehelicher Sohn des dortigen Priesters Georg Binder und der Katharina Bainhardt geboren. Georg Binder lebte, obwohl als katholischer Priester eigentlich an das Zölibat gebunden, wie damals viele seiner Amtsgenossen im Konkubinat. Nach der Einführung der Reformation in Württemberg trat er zur evangelischen Konfession über und ehelichte wahrscheinlich noch im selben Jahr Katharina Bainhardt. Georg Binder besaß in Grötzingen ein eigenes Haus, weshalb ein gewisses Vermögen angenommen werden kann, mit dem er seinem begabten Sohn eine gründliche Ausbildung ermöglichte.
Am 20. Dezember 1534 immatrikulierte sich Christoph Binder an der Universität Tübingen, wo er im September 1537 den Grad eines Bakkalaureus und am 28. Januar 1541 den Magistergrad erhielt. Ab 1541 war er erster Diakon oder Vikar in Göppingen, ab 1543 Pfarrer in Denkendorf und ab 1544 Diakon an der Hospital- und der Leonhardskirche in Stuttgart. 1546 wurde er auf ausdrücklichen Wunsch der Bevölkerung Pfarrer in Grötzingen – der Legende nach soll er noch im selben Jahr während des Schmalkaldischen Krieges (1546–1547) spanische Soldaten davon abgehalten haben, in die Stadt einzudringen. Ab 1557 war er Pfarrer sowie ab 1558 bis 1565 Dekan in Nürtingen. 1560 war er als Reformator für die Reichsstadt Weil der Stadt vorgesehen. Dieser Plan der herzoglichen Kanzlei wurde jedoch wegen des Widerstands der dortigen Bürger aufgegeben.
Binder war für Herzog Christoph mehrfach in wichtigen auswärtigen Kirchenangelegenheiten unterwegs. Möglicherweise war er in diesem Zusammenhang 1560 bis 1561 nach Reichenweier im Elsass abgeordnet, um in der gleichnamigen württembergischen Herrschaft das lutherische Bekenntnis einzuführen. Mit demselben Auftrag wurde er in die weiter südlich gelegenen, zu Württemberg gehörenden Grafschaft Mömpelgard  entsandt. Außerdem soll er 1562 ins Herzogtum Sachsen gereist sein, um in einem Religionsstreit zu vermitteln.
Am 14. Februar 1565 wurde Binder zum ersten evangelischen Abt des zur Klosterschule umgewandelten Klosters Adelberg ernannt. Dieses Amt hatte er bis 1590/95 inne. Zugleich war er von 1557 bis 1586/90 Generalsuperintendent in Denkendorf. 1594 nahm er am Reichstag von Regensburg teil. Er war auch herzoglich-württembergischer Rat. Im Februar 1595 trat er von seinen Ämtern zurück. Er starb am 31. Oktober 1596 in Adelberg.